# 1838-as esztergomi árvíz
Az 1838-as árvíz Esztergom történetének legpusztítóbb természeti katasztrófája volt, a királyi város épületeinek hetven százaléka összedőlt.

## Története
A Duna felsőbb szakaszán hatalmas mennyiségű hó esett le, a folyó Visegrádnál már 1837 decemberben befagyott. A tavaszi olvadást követően a Duna nem tudott levonulni. Helischer József városi tanácsnok korabeli leírása alapján március 5-én a város alacsonyabban fekvő utcáit már elborította a víz. Március 6-án a védekezés ellenére a jeges ár átszakította a gátakat, 8-ára a ferences templom környékén kívül minden a víz alá került a belvárosban. A vízszint március 13-áig emelkedett, „az 1809-eit is, még öt lábbal meghaladván az egész belső várost elöntötte”. „A Kapitányi Hivatal jókor, házonkint bémondatta és dobszóval is kihirdettette, hogy kiki ingóságait s marháit bátorságos helyre szállítsa, takarmányát a felső kenderföldek melletti útra hordassa és a vízöntésnek kitett házaikat támaszokkal ellássák. A molnároknak, halászoknak, épületfa kereskedőknek szólt, hogy dereglyéiket, ladikjaikat, talpjaikat a szükség esetébeni használásra készen tartsák.”
Az ár március 14-éig, vagyis kilenc napon át tartott. A lakosok egy része elhagyta a várost; a magasabban fekvő Szenttamásra, Szentgyörgymezőre és a környező hegyekben található pincékbe, présházakba, vagy temetőkbe menekültek. 760 főnek a ferences rendház nyújtott menedéket és ellátást. Március 12-én azonban a barátok templomába és a rendházba is behatolt a víz, mindenkinek el kellett hagynia a jelentős károkat szenvedő épületet. A kripta napokig víz alatt állt, a falak meglazultak, az életveszélyessé vált templomot pedig csak 1857-ben tudták jótevők támogatásával annyira rendbe hozni, hogy a hívők minden veszély nélkül látogathassák.

## Az újjáépítés
Mivel a veszély lassan növekedett, ember- és marhaáldozat nem volt. A város 853 házából 614 teljesen összedőlt, mindössze 150 maradt némileg épségben. A házak összerogyását elősegítette, hogy a lakosok bútoraikat a padlásokra menekítették, amit a falak már nem bírtak.
Esztergom városának segélyosztó központját ez idő alatt a főkáptalan gazdasági hivatalában rendezték be. Az épület ma a Duna Múzeumnak ad otthont.
Az ár levonulta után a keletkezett kárt másfél millió forintra becsülték. A kormány ideküldte Pethőfalvi Uzovich János főispáni helytartót, aki már 16-án hozzáfogott a helyreállításhoz. Az újjáépítéskor prioritást élveztek az iskolák és a kaszárnyák. A 120 éve a főúton működő Aggok háza is használhatatlanná vált, az intézménynek el kellett hagynia régi helyét. A Bazilika építkezését vezető Packh János ingyenesen készített terveket egy új kórház felépítésére a Csillag utca és a Hosszú sor sarkán, ami másfél év múlva meg is nyitotta kapuit. Új tervet dolgoztak ki az utcák szabályozására, Esztergom pedig százezer forintos kölcsönt kapott a kormánytól az újjáépítésre.

## Árvízszintjelző táblák
| Kép | Hely                                                | Nyelv         |
| --- | --------------------------------------------------- | ------------- |
|     | Mikszáth Kálmán utca 7.                             | Magyar        |
|     | Jókai utca 58.                                      | Magyar, német |
|     | Mikszáth Kálmán utca 16.                            | Magyar        |
|     | Gran Tours épülete, Széchenyi tér                   | Magyar        |
|     | Deák Ferenc utca 16.                                | Magyar        |
|     | Széchenyi tér 10.                                   | Magyar        |
|     | Öregtemplom, Pór Antal tér                          | Magyar        |
|     | Deák Ferenc utca 34.                                | Magyar        |
|     | Városháza nyugati oldala                            | Magyar        |
|     | Vármegyeháza, Bottyán János utcai homlokzat         | Magyar        |
|     | Rudnay Sándor tér 26.                               | Magyar        |
|     | A Terézia úti szegényházi kápolna lábazatán         | Magyar        |
|     | Kossuth Lajos utca 58.                              | Német         |
|     | Deák Ferenc utca páros oldala, a „Tökház” közelében | Német         |
|     | Ferences rendház és gimnázium ebédlője              | Magyar        |
|     | Bajcsy-Zsilinszky Endre út 1. kapualjában           | Német         |

## Külső hivatkozások
- Az 1838-as esztergomi jeges árvíz térképeken